# 임규
임규(林圭, 1867년 9월 23일 ~ 1948년 3월 7일)는 구한 말, 대한제국, 일제강점기의 독립운동가이다.

## 생애
전라북도 익산 출생이다. 일본의 게이오의숙을 졸업하고 경성부에서 일본어 교사로 근무하던 중, 1919년 3·1 운동에 민족대표 48인 중 한 사람으로 참가했다가 복심에서 무죄 판결을 받았지만 미결수로 2년 가까이 복역하였다.
그는 같은 일본 유학생 출신으로 사전 편찬 모임인 조선광문회를 함께 했으며 최남선의 권유로 운동에 참여하기로 했다. 일본어 실력이 능통하므로 도쿄로 이동하여 기미독립선언서와 통고문을 일본 정부와 의회 등 공식 기관에 전달하는 임무를 맡게 되었다.
2월 27일 최남선에게 선언서와 통고문을 받아들고 서울을 출발하여 3월 1일 도쿄에 도착했고, 3월 3일 우송을 마쳤다. 귀국하던 중인 3월 9일에 체포되었으나, 이듬해 10월 무죄 판결을 받고 풀려났다.

## 사후
- 대한민국 정부는 그의 공헌을 기려 1977년 건국포장을 추서하였고, 1990년 건국훈장 애국장을 추서하였다.

## 참고자료
- 임규 : 독립유공자 공훈록 - 국가보훈처